# Hugo Kroll

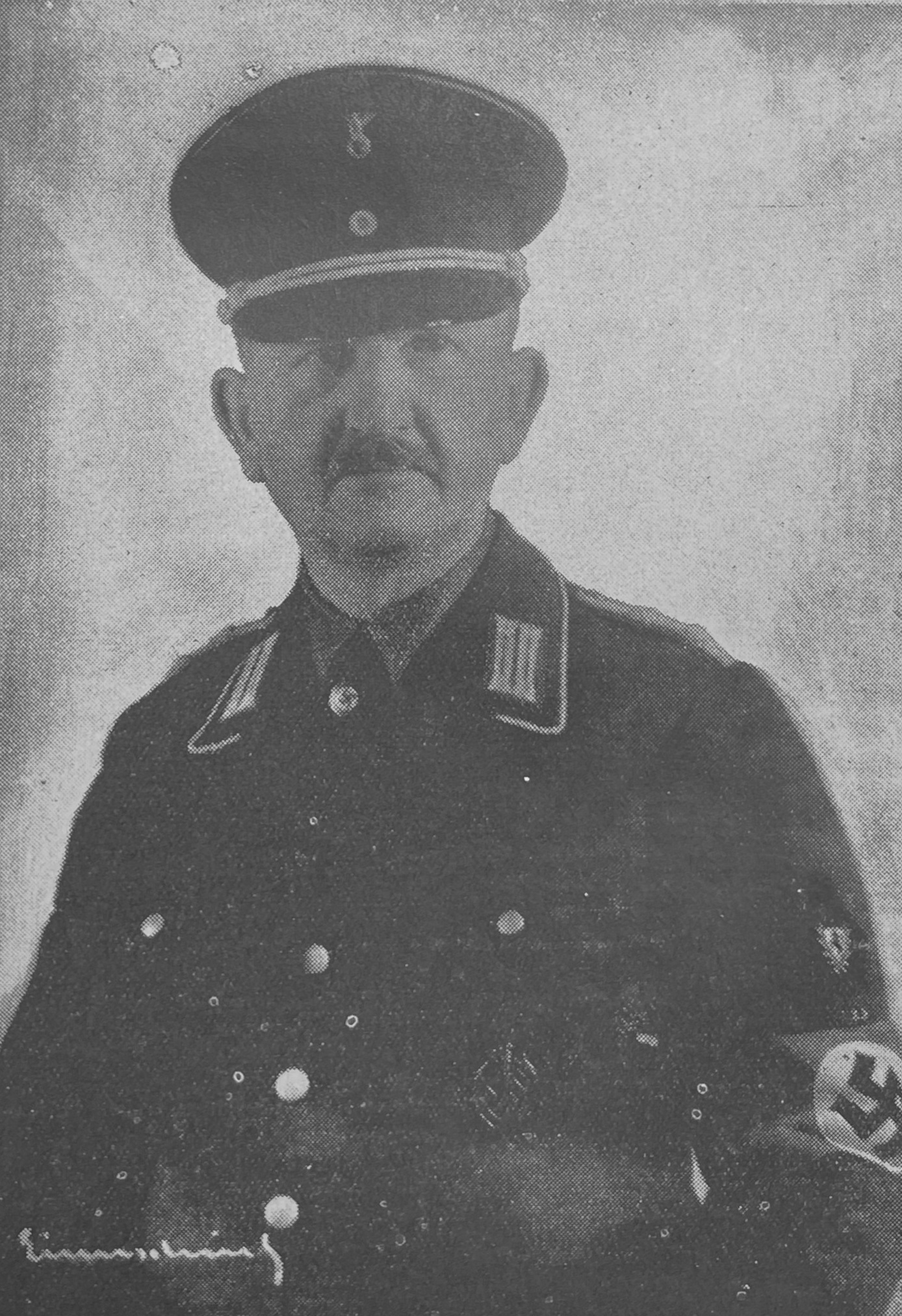
Hugo Kroll, um 1934

Hugo Paul Wilhelm Kroll (* 20. Februar 1875 in Thorn, Westpreußen; † 3. Januar 1953 in Stuttgart) war ein deutscher politischer Funktionär (NSDAP). 

## Leben und Tätigkeit
Kroll war ein Sohn des Schneidermeisters Ferdinand Friedrich Kroll und seiner Ehefrau Pauline, geb. Raguse. Er erlernte das Schneiderhandwerk und führte lange die Berufsbezeichnung „Zuschneider“. In den 1920er Jahren lebte Kroll als Betriebsobersekretär in Stuttgart. 
Erstmals trat Kroll politisch hervor, als sich der Deutschvölkische Schutz- und Trutzbund in Stuttgart sich unter seiner Führung neu formierte.
1925 beteiligte Kroll sich anlässlich der Neugründung der NSDAP an der Gründung der Ortsgruppe der Partei in Stuttgart und trat ihr zum 3. April 1925 bei (Mitgliedsnummer 1.826). In dieser übernahm er zunächst die Führung der deutsch-völkischen Jugend in der Stadt. Nach der Aufstellung der Hitler-Jugend in Württemberg wurde er 1928 Gauführer der Hitler-Jugend in Württemberg (HJ-Gauführer Schwaben).
Von 1932 bis 1935, nach anderen Angaben von 1931 bis 1945, gehörte Kroll dem Gemeinderat von Stuttgart an. Er war Fraktionsführer der NSDAP und schlug im Frühjahr 1933 namens der Gemeinderatsfraktionen der NSDAP, DNVP, des Zentrums, der DDP und des CSVD die Wahl von Karl Strölin zum neuen Oberbürgermeister vor, der dadurch in dieses Amt gelangte.
In späteren Jahren amtierte Kroll als Verbindungsmann zwischen der Stadtverwaltung und den Ratsherren und Beiräten der Stadt Stuttgart und betreute zusammen mit dem Wohlfahrtsamt die Belange der HJ.

## Ehe und Familie
1901 heiratete Kroll in Berlin Anna Maria Bertha Dreyling (* 1. April 1876 in Berlin; † 12. Oktober 1952 in Stuttgart).